# 藤原隆宗
藤原 隆宗（ふじわら の たかむね、寛徳2年（1045年） - 康和4年3月4日（1102年3月24日））は、平安時代後期の貴族。藤原北家、参議・藤原良基の子。官位は正四位下・近江守。

## 経歴
白河朝初頭の延久6年（1074年）右近衛権少将に任ぜられると、翌承保2年（1075年）左近衛権少将に転じる。少将の傍らで、木工頭・民部大輔などを兼ねる。永保3年（1083年）ごろ従四位下に叙せられるが引き続き少将を務め、白河院政期初頭の寛治2年（1088年）正四位下に叙せられて少将を退くまで、15年近くに亘ってこれを務めた。
その後は木工頭を務めながら、河内守を兼ねる。嘉保元年（1095年）近江守として受領となり、康和4年（1102年）の任期満了まで務めた。同年3月4日に悪瘡により卒去。国司辞任後すぐの急死だったため、まだ公文の確認が終わっていなかったという。享年58。最終官位は前近江守正四位下。

## 官歴
- 時期不詳：従五位上[1]
- 延久6年（1074年） 正月28日?：右近衛権少将[1]
- 承保2年（1075年） 正月：兼美作介[1]。12月15日：左近衛権少将[2]
- 承暦2年（1078年） 正月16日：見正五位下[3]
- 永保元年（1081年） 8月8日：兼木工頭[4]
- 永保3年（1083年） 正月29日：見従四位下木工頭左近衛権少将兼讃岐介[5][1]
- 応徳2年（1085年） 正月22日：見従四位上左近衛権少将民部大輔木工頭[6]
- 寛治2年（1088年） 正月19日：正四位下（斎宮職事）[7]。7月6日：止少将?[2]
- 寛治5年（1091年） 8月8日：見兼河内守[8]
- 嘉保元年（1095年） 正月14日：見木工頭[9]。7月13日：近江守[9]
- 永長元年（1097年） 4月7日：近江守（重任）[9]
- 康和4年（1102年）春：辞近江守（秩満）[10]。3月4日：卒去[9]

## 系譜
『尊卑分脈』による。
- 父：藤原良基
- 母：平範国の娘
- 妻：藤原義綱の娘
  - 男子：藤原宗兼
  - 男子：藤原良兼
  - 女子：隆子または宗子[11] - 典侍、藤原家保室
- 生母不詳の子女
  - 男子：応源
  - 男子：隆助